# ソフィア (グノーシス主義)

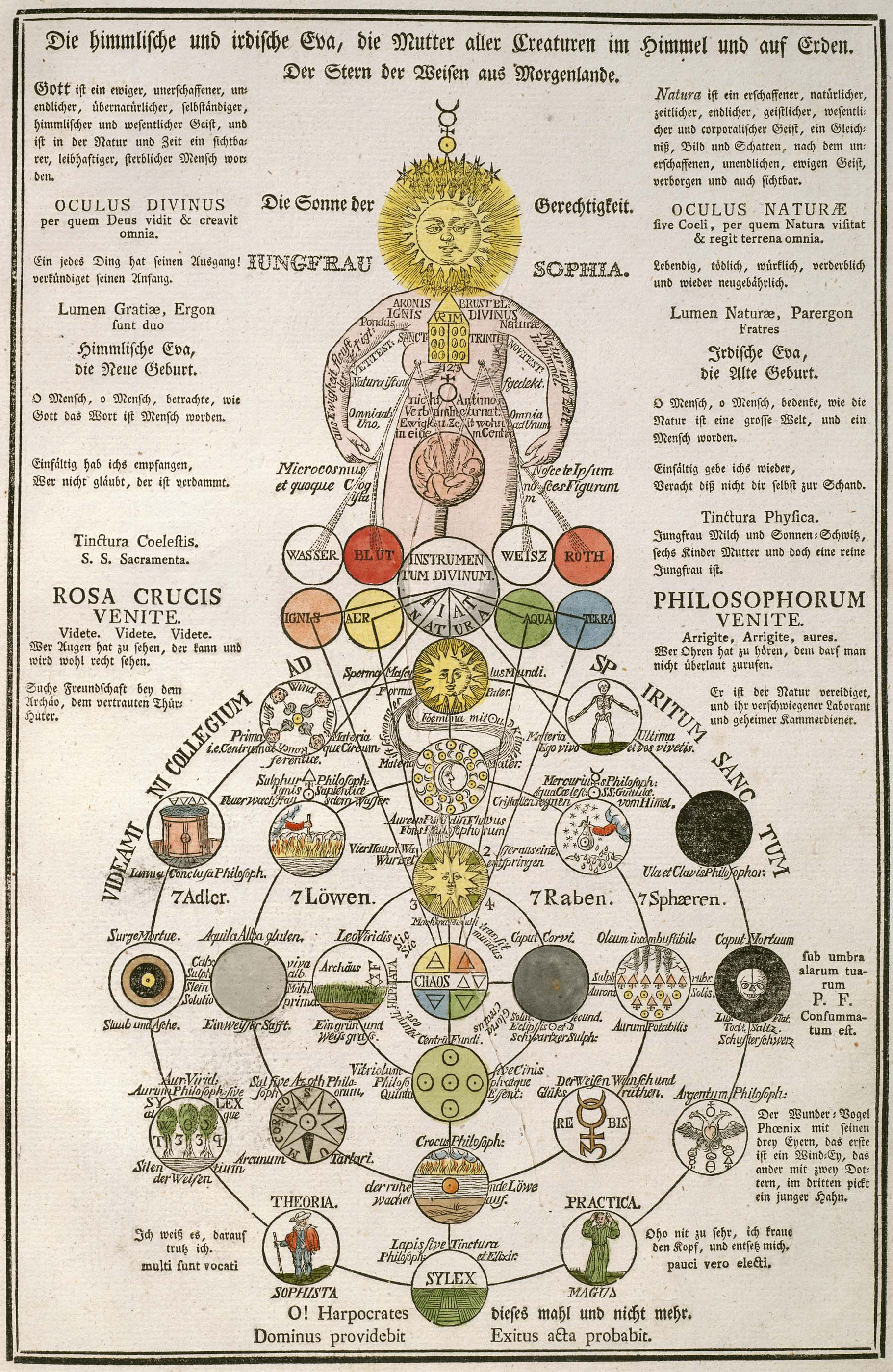
ハンブルク＝アルトナの薔薇十字団によるソフィアの神秘的な描写。1785年

ソフィア（Sophia、コイネー: Σοφíα、コプト語: ⲧⲥⲟⲫⲓⲁ）は、エイレナイオスを含む初期のキリスト教神学における主要なテーマ。17世紀の用語であるグノーシス主義は、エイレナイオスが関わった宗教だけでなく、他のシンクレティズムや研究が進んでいない宗教も含めた概念である。 
グノーシス主義では、ソフィアは女性の姿であり、人間の魂に似ているが、同時に神の女性的な側面の一つでもある。 グノーシス主義者は、彼女がイエスの朔望（神聖なアイオーンの女性の双生児、すなわち、キリストの花嫁）であり、三位一体の聖霊であると主張した。 彼女は時折、ヘブライ語でAchamōth（Ἀχαμώθ、ヘブライ語: חכמה）及びPrunikos（Προύνικος）と呼ばれる。ナグ・ハマディ写本によると、ソフィアは最も低次のアイオーン、または神の光の人間原理的な表現である。 彼女は、物質的な世界を創造したり、創造するのを助けたりすることで、何らかの形で恩寵から転落したと考えられている。  